# Федір Фекета
Федір Фекета (Теодор Фекете) (1789 — 18 березня 1839) — листоноша, який працював на чавунно-ливарній фабриці села Тур'ї Ремети та протягом 30 років пішки достачав кореспонденцію до Ужгорода й назад.

## Життєпис
Коли в селі заснували ливарне виробництво (мануфактура Ужгородської домінії), що постійно потребувало інтенсивного поштового обміну, Фекета став одним з основних його працівників. В Ужгороді, на нинішній вулиці Собранецькій, в будинку номер 5, розміщувався пункт обслуговування каретно-поштової лінії «Будапешт — Кошиці — Львів». Сюди пролягав шлях Фекети, де він отримував кореспонденцію і повертався назад. Кілька разів на тиждень він долав 25 км з Тур'їх Ремет до Ужгорода, отримував там пошту і повертався. Така професія називалася «посол».
За переказами, батько Фекети емігрував до Америки. Сам поштар мав родину і дітей, сестру Анастасію і двох братів — Михайла і Петра. Дошлюбне прізвище дружини — Вакула.
Про життя Федора Фекети дійшло декілька легенд. За однією з них, він був одноруким. Річ у тому, що Федір походив з бідної родини і хотів спорудити хату, але дерева не мав, тому крав його у пана — за це йому відрубали руку. Федір не міг нічого робити фізично і став носити пошту.
Інша легенда оповідає про обставини його смерті: під час одного з переходів поштар послизнувся й упав у холодну воду, а відтак помер від запалення легень. Поховали його на сільському кладовищі поряд з невеличкою церквою. Кладовище збереглося до сьогодні, але років за 10-15 після поховання, при проведенні робіт з розширення території храму, могила опинилася під церквою.
У Тур'їх Реметах дотепер проживають нащадки Федора Фекети.
На стіні церкви (1616, реконструкція 1990), зберігся меморіальний барельєф-пам'ятник листоноші, яким односельці вшанували його пам'ять за десяток-півтора літ по смерті. Напис на ньому: «FEDOR FEKETA. Въ Памѧть Приѧзности, Твєрєзности, Чєсности й Послѹжности Посла ѲЄОДѠРА ФЄКЄТА. Помєръ Р.Б 1838». Його зображення є на гербі села.
Праправнук легендарного листоноші, кандидат філологічних наук, колишній доцент Ужгородського університету Іван Фекета, досліджуючи свій родовід, уточнив дату народження і смерті Федора Фекети та зібрав інші відомості про нього: конверти, картки, документальні та художні твори, газетні вирізки.
28 листопада 2004 року (за іншими даними 9 лютого 2005) на площі Народній у Перечині встановлено двометрову скульптуру поштаря (автор — заслужений художник України Михайло Белень). До пам'ятника приходять весільні пари, щоб залишити листи зі своїми бажаннями.
Поет Іван Козак присвятив листоноші роман у віршах «Віків передзвони».
Започатковано перечинський півмарафон імені поштаря Федора Фекети під гаслом «Біжи як легенда», а також туристичний маршрут.
Пам'ять про Федора Фекету продовжується й у філателії. Йому присвячувалися емісії маркованих конвертів: чотири радянські — в 1979, 1984, 1985 і 1989 роках, українська — в 2003-му. Фекеті присвячена поштова марка Укрпошти з серії «Давні поштові маршрути», що взяла срібло на конкурсі PostEurop на найкращу марку Європи-2020. Номінал Z, тираж 100 000.

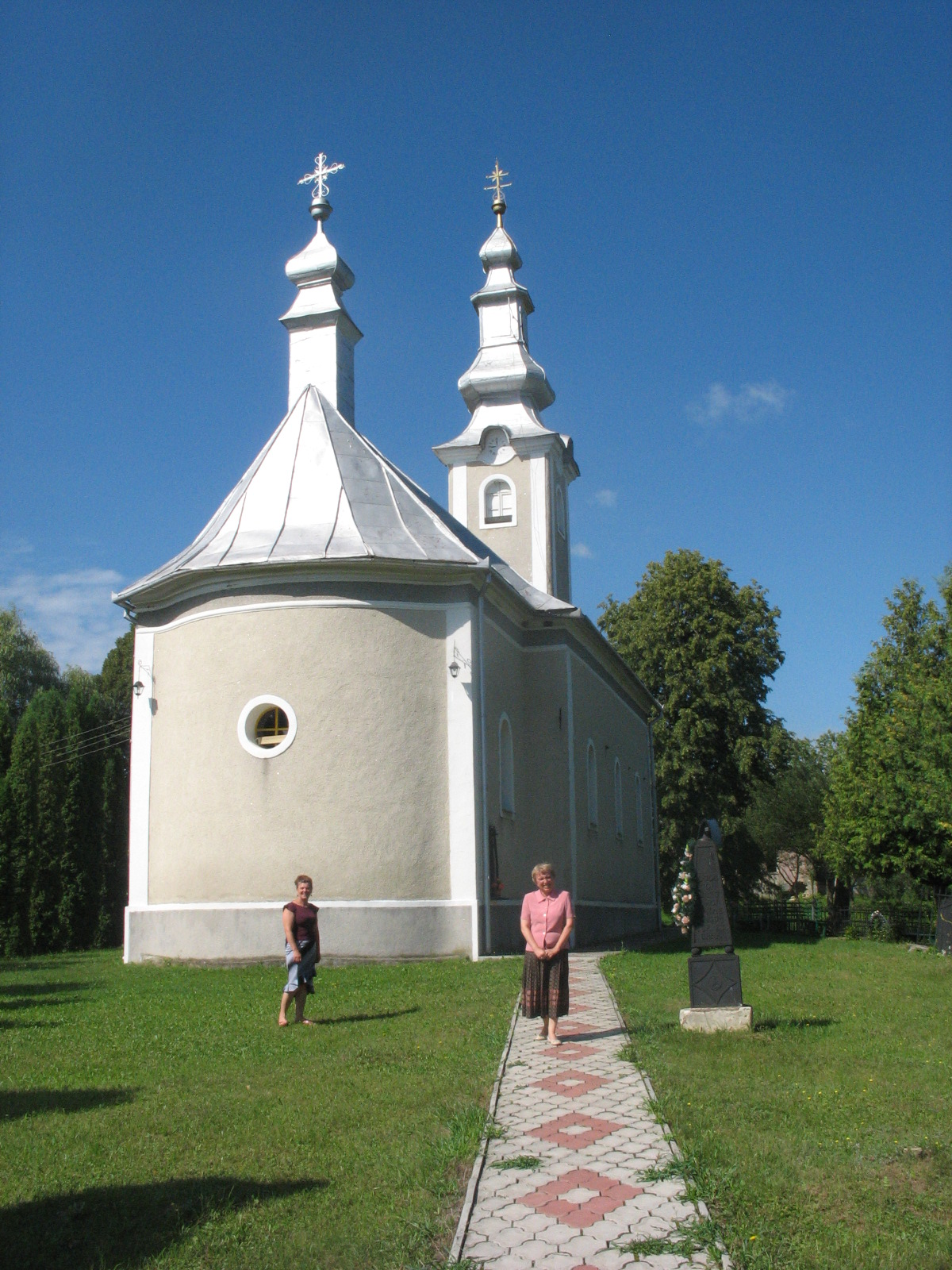
Церква в селі Тур'ї Ремети
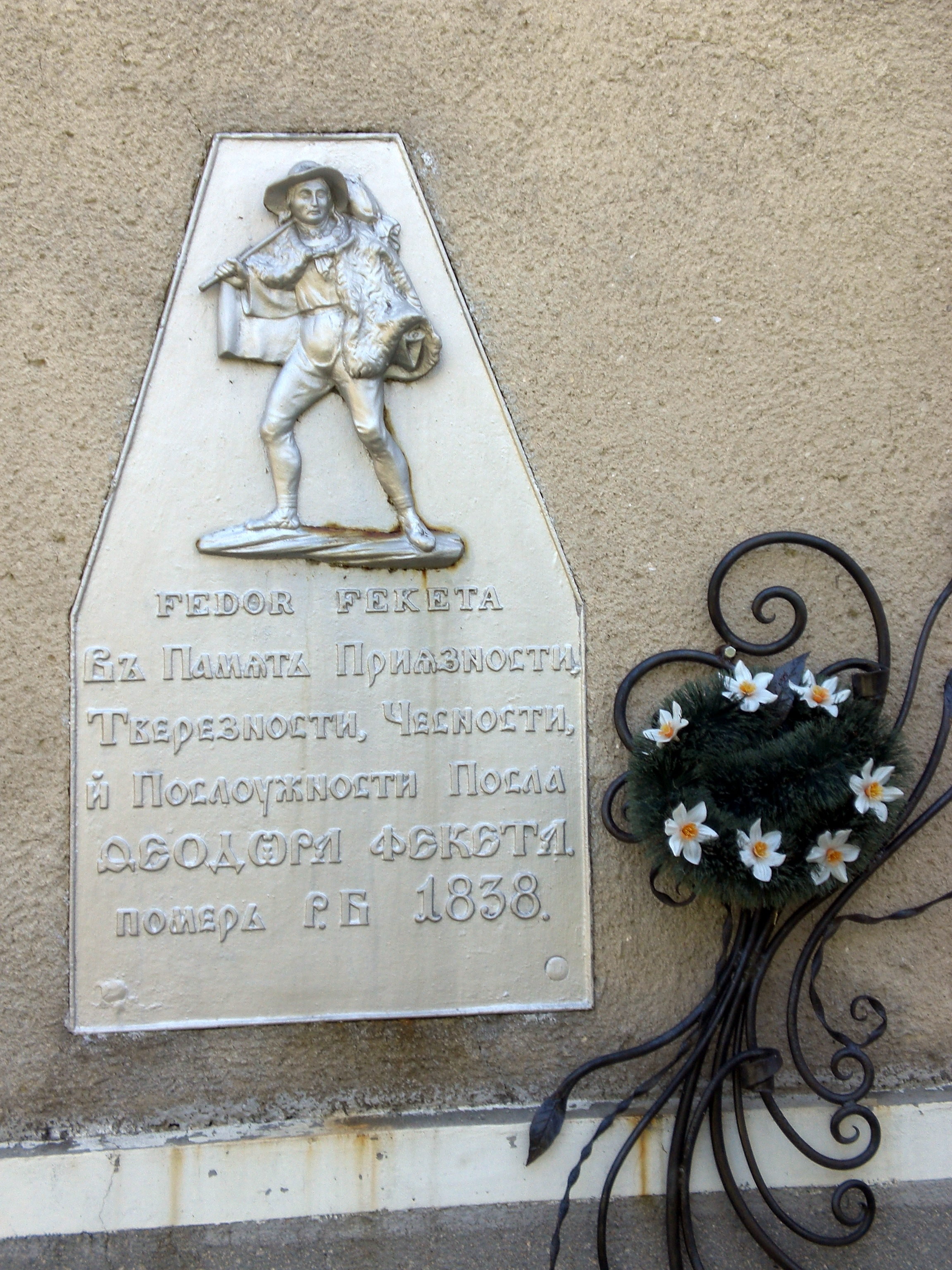
Меморіальна дошка поштареві
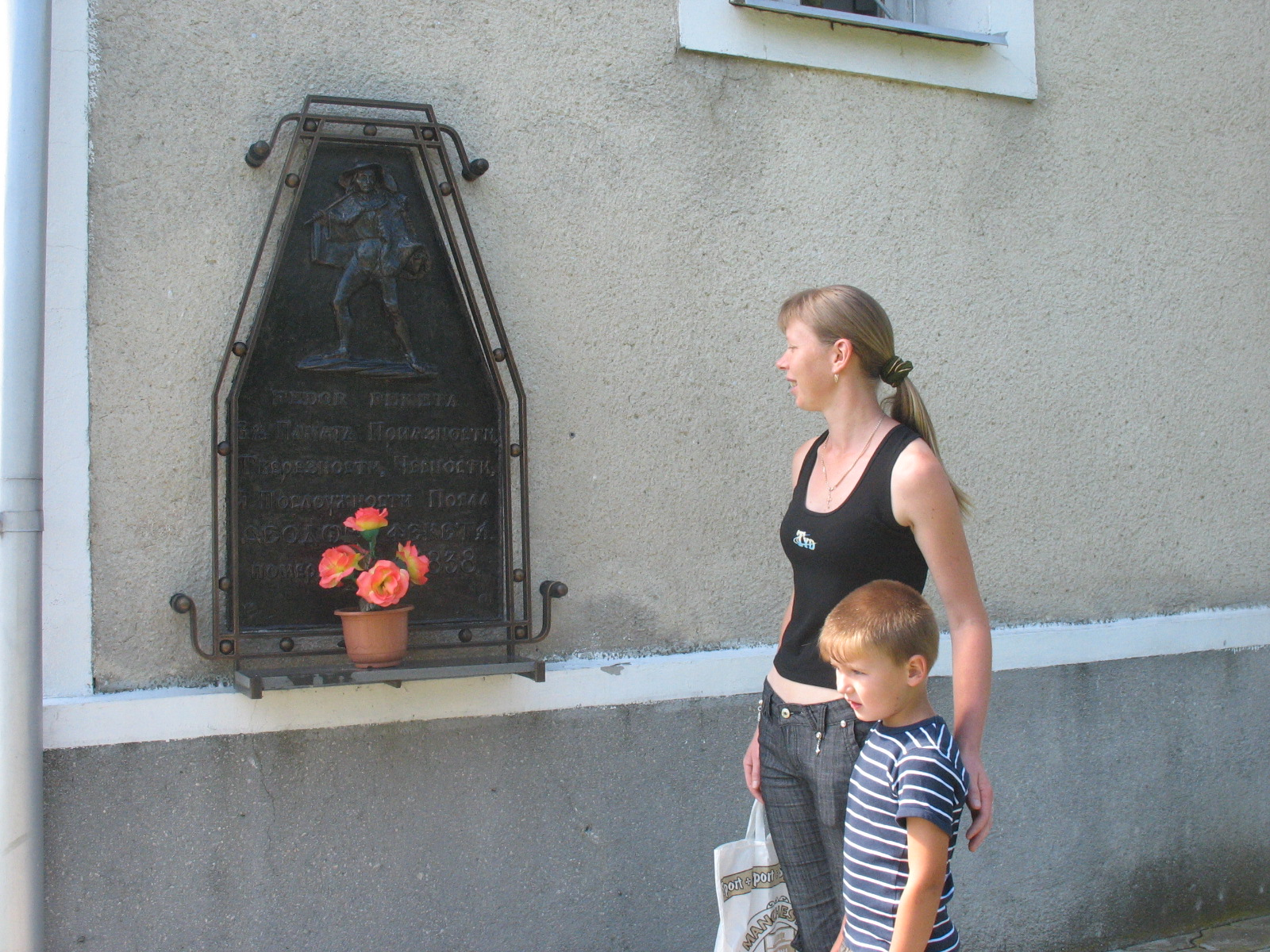
Барельєф
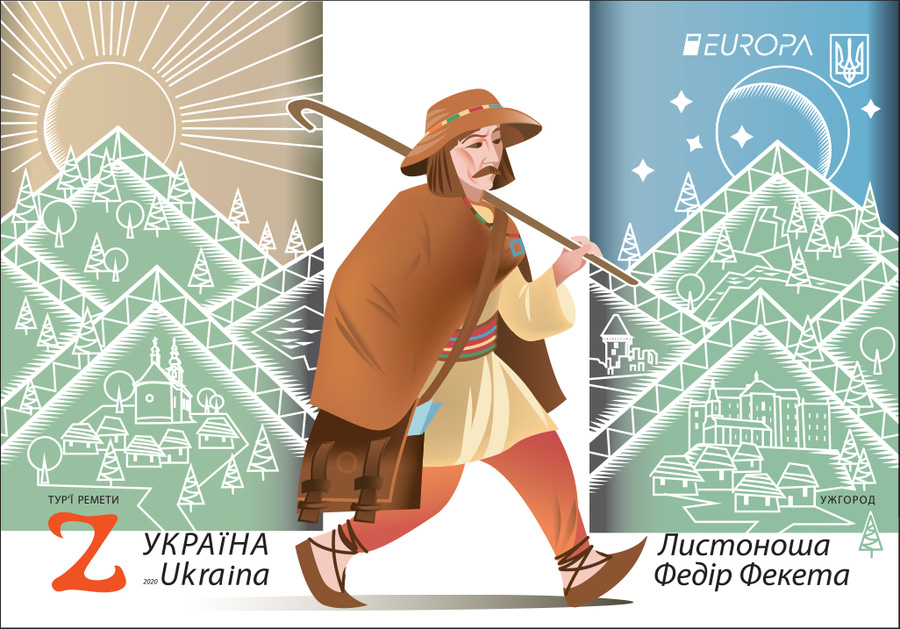
Поштова марка Укрпошти (2020)
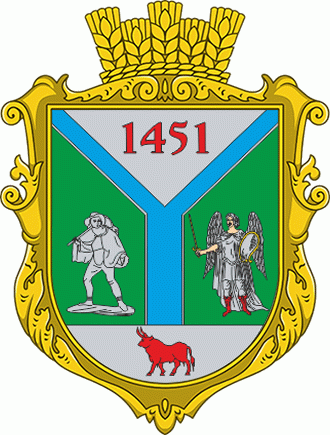
Герб Тур'їх Ремет
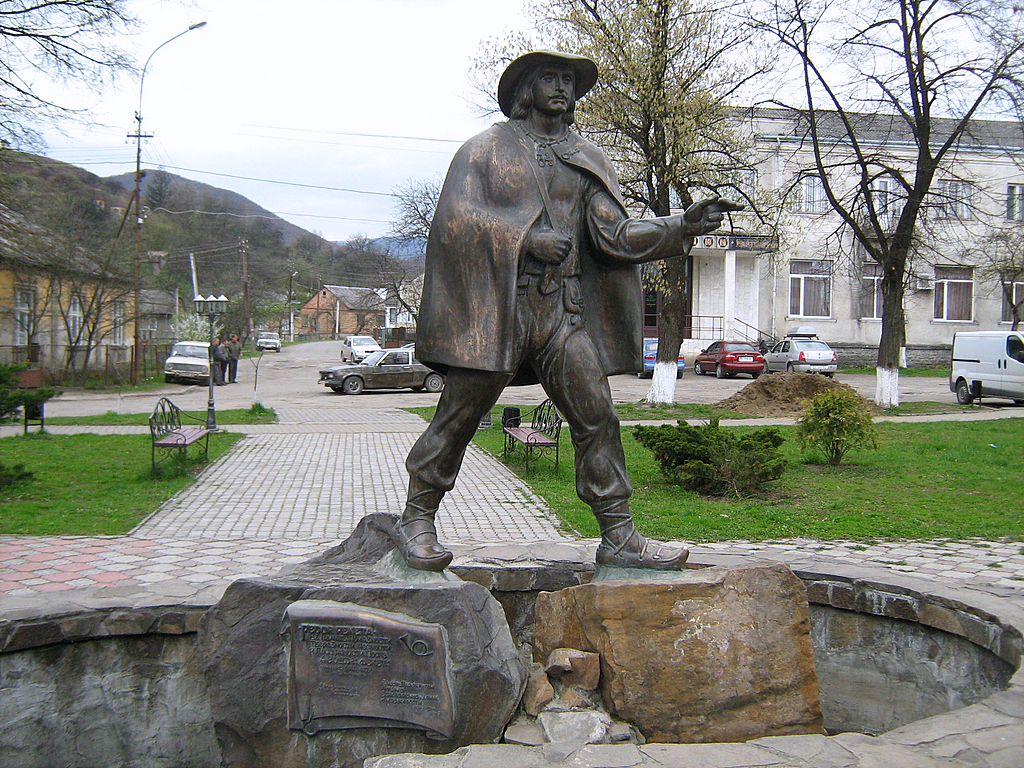
Пам'ятник у Перечині

## Публікації
- Вишневська, Надія. Де палиця? : листоноші в Перечині досі не повернули його «виручалочку»: [про пам'ятник Ф. Фекеті в Перечині] / Н. Вишневська // Старий Замок. Паланок. — 2013. — 22-28 серп. — С. 16. : фот. кольор.
- Ворошилов, Олександр. Пам'ятаємо про звичайних героїв. Федору Фекеті — 220 років. Закарпатський пам'ятник викликав хвилю вшанування простих поштарів / О. Ворошилов // Старий Замок. Паланок. — 2009. — 20-26 серп. С. 6. : фот. кольор.
- Козак, Іван. Пам'яті Турянського Посла: [про легендар. листоношу Ф. Фекету] / І. Козак // Ремітська новинка. — 2009. — жовт.-лист. — С. 3. : фот.
- Недєльська, Міла. Єдиний у світі пам'ятник листоноші знаходиться на Перечинщині: [про Ф. Фекету] / М. Недєльська // Чиста політика. — 2009. — 22 січ. — С. 7.
- Нитка, Василь. «Загадковий посол». На Закарпатті уже 168 років стоїть єдиний у Європі пам'ятник листоноші: [про Ф. Фекету] / В. Нитка // Закарпатська правда. — 2008. — 20 груд. — С. 13.
- Нитка, Василь. Два пам'ятники одному листоноші: [про Ф. Фекету] / В. Нитка // Голос України. — 2010. — 2 черв. — С. 20. : фот.
- Нитка, Василь. Єдиний у Європі пам'ятник листоноші, або Як і коли помер Федір Фекета / В. Нитка // Фест. — 2008. — 31 січ-6 лют. — С. 14.
- Нитка, Василь. Слава поштаря: [про пам'ятник листоноші Федорові Фекеті в м. Ужгороді] / В. Нитка // Україна. — 2008. — № 2. — С. 76-77.
- Штефаньо, Оксана. Листоноші Фекете повернули палицю, яку вкрали кілька років тому: [пам'ятник у м. Перечин] / О. Штефаньо // Новини Закарпаття. — 2014. — 7 черв. — С. 3. : фот.
- «About Fedor Feketa», in The Sub-Carpathian Messenger Newsletter of the Study Circle for the Postal History of the Carpatho-Ukraine Number 2 — January 2009, p.2. Accessed 28 April 2015.